# پیتر تاد
پیتر تاد (متولد 1962) در کانادا به دنیا آمد.  او از دانشگاه مک گیل با مدرک لیسانس خود را در رشته بازرگانی، مالی و سیستم های فارغ التحصیل شد. و سپس دکترای مدیریت بازرگانی را از دانشکده بازرگانی سادر در دانشگاه بریتیش کلمبیا بگیرد.   تاد متاهل است و فرزندی ندارد. 
وی از سال ۲۰۰۵ تا ۲۰۱۴ رئیس دانشکده مدیریت Desautels دانشگاه مک گیل بود. او از جولای ۲۰۱۵ تا اکتبر ۲۰۲۰ به عنوان مدیر HEC پاریس خدمت کرده است. 

## شغل
تاد از سال ۱۹۸۹ تا ۱۹۹۷ استاد مدیریت بازرگانی در دانشگاه کوئینز بود.  و از سال ۱۹۹۷ تا ۲۰۰۱ استاد و دانشیار دانشکده بازرگانی بائر دانشگاه هیوستون و از سال ۲۰۰۲ تا ۲۰۰۵ معاون برنامه های تحصیلات تکمیلی دانشکده بازرگانی مک اینتایر دانشگاه ویرجینیا بود  او در سال ۲۰۰۵ به دانشگاه خود (دانشگاه مک گیل) بازگشت و تا سال ۲۰۱۴ به عنوان رئیس دانشکده مدیریت Desautels خدمت کرد. 
تا در جولای ۲۰۱۵ جانشین برنارد رامانانتسوآ به عنوان رئیس HEC پاریس شد. تحت مدیریت اون همکاری با دانشگاه پاریس-ساکلی را گسترش داد.  پس از تشخیص تومور مغزی، تاد در اکتبر 2020 اعلام کرد که از شغل خود کناره‌گیری می‌کند تا تمرکز بیشتری روی بهبودی داشته باشد.  او در دوران تصدی خود یک کمپین جمع آوری کمک مالی ۷۵ میلیون دلاری را رهبری کرد. 